# Номер перший (фільм)
«Номер перший» (фр. Numéro une) — франко-бельгійський драматичний фільм 2017 року, поставлений режисеркою Тоні Маршалл з Еммануель Дево в головній ролі.

## Сюжет
Еммануель Блаше — блискуча інженерка, яка зуміла піднятися кар'єрними сходами і, нарешті, увійшла до виконавчого комітету своєї компанії, французького енергетичного гіганта. Одного дня мережа впливових жінок пропонує допомогти їй очолити одну з найбільших компаній, що торгують на біржі. Це зробить її першою жінкою, яка займатиме таку посаду. Але у сферах, де досі домінують чоловіки, перешкоди професійного та особистого характеру помножуються. Завоювання посади провіщає бути тріумфальним, але насправді це війна.

## У ролях
| • Еммануель Дево  | … | Еммануель Блаше      |
| • Сюзанна Клеман  | … | Віра Жакоб           |
| • Рішар Беррі     | … | Жан Б'ємо            |
| • Самі Фре        | … | Анрі Блаше           |
| • Бенжамін Біолей | … | Марк Ронсен          |
| • Франсін Берже   | … | Адрієнн Пастель-Дево |
| • Анн Азулай      | … | Клер Дормой          |
| • Бернар Верле    | … | Жан Аршамбо          |
| • Джон Лінч       | … | Гері Адамс           |

## Знімальна група
- Автори сценарію — Рафаель Бакі, Маріон Дуссо, Тоні Маршалл
- Режисер-постановник — Тоні Маршалл
- Продюсери — Тоні Маршалл, Вероніка Зердун
- Співпродюсер — Жак-Анрі Бронкар, Олів'є Бронкар, Філіпп Логі
- Оператор — Жульєн Ру
- Композитори — Фаб'єн Куртер, Майк Куртер
- Монтаж — Марі-П'єр Фрапп'є
- Художниця-постановниця — Анна Фалгерес
- Художниці з костюмівnbsp;— Анн Аутран, Елізабет Таверньє
- Художник-декоратор — Метью Гай
- Підбір акторів — Брігітте Мойон, Валері Траяновські

## Нагороди та номінації
| Список нагород та номінацій | Список нагород та номінацій | Список нагород та номінацій | Список нагород та номінацій | Список нагород та номінацій | Список нагород та номінацій |
| Кінофестиваль/Кінопремія    | Рік                         | Категорія                   | Номінант(и)                 | Результат                   | Дж                          |
| --------------------------- | --------------------------- | --------------------------- | --------------------------- | --------------------------- | --------------------------- |
| Премія «Люм'єр»             | 5.02.2018                   | Найкраща акторка            | Еммануель Дево              | Номінація                   |                             |
| Премія «Сезар»              | 2.03.2018                   | Найкраща акторка            | Еммануель Дево              | Номінація                   | [ 3 ]                       |